# Human Rights Film Festival Berlin
Human Rights Film Festival Berlin (abk. HRFFB) ist ein Filmfestival für Dokumentarfilme. Es existiert seit 2018 und wird von der humanitären und entwicklungspolitischen Organisation Aktion gegen den Hunger ausgerichtet. Im Rahmen von Filmvorführungen mit anschließenden Q&As, Podiumsdiskussionen und Talks bietet das HRFFB eine Plattform zur Auseinandersetzung mit grundlegenden Menschenrechtsthemen. Mit dem Format Human Rights Action hat das Publikum die Möglichkeit, vom Sehen ins Handeln zu kommen und sich für Menschenrechte weltweit einzusetzen.

## Festival 2024
Unter dem Motto Choosing Humanity stellte das Human Rights Film Festival Berlin 2024 jene in den Mittelpunkt, die sich angesichts globaler Herausforderungen wie Konflikten und der zunehmenden Bedrohung von Meinungs- und Pressefreiheit für Gerechtigkeit, Demokratie und Freiheit einsetzen. Vom 4. bis 12. Oktober zeigte das Festival 25 Dokumentarfilme zu den Themen Demokratie, Menschenrechte und Pressefreiheit – und erzählte Geschichten von Mut, Solidarität und Menschlichkeit.
Der Eröffnungsfilm Democracy Noir von Emmy-Preisträgerin Connie Field verdeutlicht am Beispiel Ungarns, wie autoritäre Kräfte demokratische Institutionen zielgerichtet aushöhlen. Im Mittelpunkt des Films stehen drei Frauen, die sich entschlossen gegen diese Entwicklungen stellen und für eine demokratische und freie Gesellschaft kämpfen.

## Festival 2023
Das Human Rights Film Festival Berlin kehrte vom 11. bis 22. Oktober 2023 zum sechsten Mal in die Hauptstadt zurück. Unter dem Motto The Good Fight präsentierten wir mehr als 40 internationale Dokumentarfilme, die berührende, aufrüttelnde Geschichten von Menschen erzählen, die sich dem Kampf für eine bessere Welt verschrieben haben.
Das Festival wurde mit der Deutschlandpremiere von 20 Days in Mariupol des ukrainischen Journalisten und Pulitzer-Preisträgers Mstyslav Chernov eröffnet. Chernov verbrachte gemeinsam mit Kolleg*innen 20 Tage in der belagerten Hafenstadt Mariupol. Sie dokumentieren mit schockierenden Bildern Kriegsgräuel wie die Bombardierung einer Geburtsklinik und Angriffe auf die Zivilbevölkerung. 2024 gewann der Film den Oscar als bester Dokumentarfilm.

## Festival 2022
Vom 13. bis 23. Oktober 2022 fand das fünfte Human Rights Film Festival Berlin statt – und das hybrid: auf großen Kinoleinwänden in Berlin und deutschlandweit auf den Screens zu Hause! Unter dem Motto Beyond Red Lines widmet sich das Festival 2022 Menschen, die für ihre Überzeugungen alles riskieren – in Zeiten des Krieges ein Zeichen für Menschenrechte, Kinderrechte sowie Frieden und Klimaschutz.
Eröffnet wurde das Festival von dem eindrucksvollen Film Ithaka. Eine überraschende Doku, produziert von Julian Assanges Bruder, die sich den gängigen Narrativen zu Whistleblower Assange widersetzt. Geradezu intim zeigt sie den Kampf einer Familie um ihren Sohn und macht deutlich, welche brutale Realität hinter der Kampagne zur Befreiung von Julian Assange steckt.

## Festival 2021
Unter dem Motto The Art of Change präsentiert das Human Rights Film Festival Berlin vom 16. bis zum 25. September 2021 40 Dokumentarfilme über den aktuellen Stand der Menschenrechte auf der Welt. Im Zentrum stehen Geschichten von Menschen, deren Rechte massiv verletzt werden, und die als Aktivistinnen und Aktivisten für Veränderung kämpfen. Die Filme werden sowohl deutschlandweit online als auch offline in ausgewählten Berliner Kinos gezeigt.
Eröffnet wird das Festival vom Sundance-Preisträger SABAYA des Regisseurs Hogir Hirori über eine Gruppe von Männern und Frauen, die ihr Leben riskieren, um jesidische Frauen und Mädchen aus der IS-Sklaverei zu befreien. Der Film zeigt dabei eindringlich den Schwerpunkt des Human Rights Film Festival Berlin, das sich 2021 auf Geschichten von Aktivist*innen, die gegen Unrecht und Menschenrechtsverletzungen aufbegehren, fokussiert.

## Festival 2020
Aufgrund der COVID-19-Pandemie fand das Festival 2020 unter dem Motto The Future Is Now als hybrides on- & offline Festival vom 30. September bis 10. Oktober statt.
Das Festival stellt 10 Tage lang in 40 Dokumentarfilmen, Geschichten aus allen Teilen der Welt in den Mittelpunkt, die auf eindringliche Weise menschliches Handeln, den gesellschaftspolitischen Status quo und grundlegende Themen wie Demokratie, Gerechtigkeit, Freiheit und Umweltschutz behandeln und reflektieren.
Der Eröffnungsfilm Softie von Sam Soko erzählt die Geschichte des Kriegsfotografen und Aktivisten Boniface Mwangi aka Softie, der mit viel Optimismus und Hoffnung gegen Korruption und postkoloniales Stammesdenken kämpft – bis ihn die harte Realität einholt, als seine Frau und Kinder bedroht werden. Der kenianische Dokumentarfilm zeigt – ebenso wie alle weiteren Festivalfilme – auf beeindruckende Weise, dass wir mutige Menschen vor und hinter der Kamera brauchen, um eine weltweite Veränderung zu bewirken.

## Festival 2019
In diesem Jahr liefen 45 Filme aus 38 Ländern. Neben einer Jury mit unter anderem Marie Steinmann-Tykwer (Filmproduzentin) und Marion Döring (Geschäftsführerin der Europäischen Filmakademie) nahmen prominente Gäste teil, wie der aus der Haft entlassene Menschenrechtsaktivist und Filmemacher Oleh Senzow. Die Festivaledition 2019 fand unter der Schirmherrschaft von Gesine Schwan statt, Ehrenpräsident war der chinesische Künstler und Menschenrechtsaktivist Ai Weiwei. Der später mit 50 Preisen ausgezeichnete Eröffnungsfilm Für Sama von Waad al-Kateab und Edward Watts wurde im Kino International vorgeführt.
Preise des Festivals waren 2019 unter anderem der Willy-Brandt-Dokumentarfilmpreis für Freiheit und Menschenrechte im Wert von 3000 € für den besten Langfilm im Wettbewerb (Förderung durch die Bundeskanzler-Willy-Brandt-Stiftung), der Kurzfilmpreis für Nachwuchsbeiträge von Filmschaffenden unter 24 Jahren zum Thema
„Menschenrechte?“ und der Preis für Sustainable Impact (Förderung durch das Auswärtige Amt). Askold Kurovs Film Novaya gewann den Willy-Brandt-Dokumentarfilmpreis 2019.  In der Jury zum Dokumentarfilmpreis saß unter anderem die Regisseurin Karin Albers.
Den Sustainable Impact Award gewann der Verleiher Filmperlen für For Sama. Die Jury befand, dass der Film, der den syrischen Krieg aus der Perspektive einer jungen, gut ausgebildeten Frau zeigt, zu einem reflektierten und empathischeren Umgang mit Geflüchteten in Deutschland beitrage. In der Jury saß unter anderem die Menschenrechtlerin Selmin Çalışkan.

## Festival 2018
Vom 20. bis 26. September wurden 25 Dokumentarfilme rund um das Thema Menschenrechte gezeigt. Schwerpunkt war das Thema Migration und Flucht. Eröffnungsfilm war Das Schicksal der Kinder von Aleppo (Watani: My Homeland) von Marcel Mettelsiefen. Weiterhin liefen Human Flow von Ai Weiwei, Starless Dreams von Mehrdad Oskouei und The Wait des Dänen Emil Langballe.

## Organisation
Die Festivalleitung hat Lydia Spiesberger, Festivalgründer ist Jan Sebastian Friedrich-Rust, beide von der Aktion gegen den Hunger.